# 黄河交通学院
黄河交通学院位于河南省焦作市，是一所为交通行业培养专业人才的普通本科民办高等院校。创建于1995年，先后历经郑州汽车中专、郑州交通职业学院发展阶段，于2014年5月升格为本科院校。

## 概况
学院占地1172余亩，校舍建筑面积30余万平方米。拥有4个二级院系，分别为汽车工程学院、交通工程学院、机电工程学院、经济管理学院。有5个本科专业，44个专科专业。有一个国家职业技能鉴定所，图书馆藏书80.36万册。